# Ipomoea donaldsonii
Ipomoea donaldsonii är en vindeväxtart som beskrevs av Alfred Barton Rendle. Ipomoea donaldsonii ingår i släktet praktvindor, och familjen vindeväxter. Inga underarter finns listade i Catalogue of Life.